# Philosophische Untersuchungen
Die Philosophischen Untersuchungen (PU) sind Ludwig Wittgensteins spätes, zweites Hauptwerk. Das Buch formuliert die Grundgedanken der Philosophie der normalen Sprache. Die Philosophischen Untersuchungen übten einen außerordentlichen Einfluss auf die Philosophie der zweiten Hälfte des 20. Jahrhunderts aus; unter anderem die Sprechakttheorie bei John Langshaw Austin und John Rogers Searle sowie der Erlanger Konstruktivismus (Paul Lorenzen, Kuno Lorenz) bauen auf den hier entwickelten Ideen auf. Auch die Transzendentalpragmatik von Karl-Otto Apel und die Universalpragmatik von Jürgen Habermas sind maßgeblich davon beeinflusst. Das Buch richtet sich gegen die Philosophie der idealen Sprache, die neben Bertrand Russell und Rudolf Carnap vor allem Wittgenstein selbst noch in seinem ersten Hauptwerk, dem Tractatus Logico-Philosophicus, vertreten hatte.
Das Buch ist in den Jahren 1936 bis 1946 entstanden. Zu einem erheblichen Teil verfasste es Wittgenstein beim Aufenthalt in seinem norwegischen Haus Østerrike. Veröffentlicht wurde das Buch aber erst 1953, zwei Jahre nach dem Tod des Autors. Im Gegensatz zu dem streng systematischen Aufbau des Tractatus sind die Philosophischen Untersuchungen eine mehr oder minder lose Sammlung von Aphorismen und Notizen. Nach Wittgensteins Aussage hat er mehrmals versucht, seine Ergebnisse „zu einem solchen Ganzen zusammenzuschweißen“, bis er einsehen musste, dass ihm „dies nie gelingen würde“ (Vorwort).

## Die Gebrauchstheorie der Bedeutung
Wittgenstein richtet sich gegen die so genannte „realistische“ Theorie der Bedeutung, nach der gilt: „Jedes Wort hat eine Bedeutung. […] Sie ist der Gegenstand, für welchen das Wort steht.“ (PU 1). Dieser Theorie zufolge wäre die Bedeutung des Wortes „rot“ etwa ein abstrakter Gegenstand, die Farbe Rot. Für Wittgenstein ist dagegen die Bedeutung eines Wortes in den meisten Fällen durch seinen Gebrauch festgelegt: „Man kann für eine große Klasse von Fällen der Benützung des Wortes ‚Bedeutung‘ – wenn auch nicht für alle Fälle seiner Benützung – dieses Wort so erklären: Die Bedeutung eines Wortes ist sein Gebrauch in der Sprache“ (PU 43).
Der Gebrauch eines Wortes wird durch Regeln bestimmt, ähnlich wie die korrekte Verwendung einer Schachfigur: „Die Frage ‚Was ist eigentlich ein Wort?‘ ist analog der ‚Was ist eine Schachfigur?‘“ (PU 108). Die Bedeutung des Wortes „rot“ zu kennen, bedeutet eine Regel zu haben, mit der man rote von nicht-roten Dingen unterscheiden kann. Ein Kaufmann, von dem man rote Äpfel verlangt, könnte beispielsweise die Äpfel neben ein Farbmuster halten, um festzustellen, ob sie rot sind (PU 1). Der enge Zusammenhang, den Wittgenstein zwischen der Bedeutung eines Wortes und den Regeln für seinen Gebrauch sieht, kommt auch in folgendem Zitat zum Ausdruck: „Wie erkenne ich, dass diese Farbe Rot ist. Eine Antwort wäre ‚Ich habe Deutsch gelernt.‘“ (PU 381).

## Sprachspiel und Lebensform
Die Regeln des Gebrauchs eines Wortes sind dadurch bestimmt, dass sprachliche Äußerungen im täglichen Miteinander eine bestimmte Funktion übernehmen. „Sieh den Satz als Instrument an und seinen Sinn als seine Verwendung.“ (PU 421).
Diese Funktion kann jedoch in verschiedenen Situationen unterschiedlich sein. Für das Vorkommen von Sprache in konkreten Zusammenhängen verwendet Wittgenstein das Wort „Sprachspiel“: Wittgenstein gibt eine Reihe von Beispielen für Sprachspiele „Befehlen und nach Befehlen handeln – Beschreiben eines Gegenstandes nach dem Ansehen – Herstellen eines Gegenstandes nach einer Beschreibung – Berichten eines Herganges […] – Bitten, Danken, Fluchen, Grüßen, Beten“ (PU 23).
Für die Gesamtheit der Handlungsmuster in einer Kultur verwendet Wittgenstein das Wort „Lebensform“. Die einzelnen Sprachspiele sind letztlich immer in eine Lebensform eingebettet: „Das Wort ‚Sprachspiel‘ soll hier hervorheben, dass das Sprechen der Sprache ein Teil ist einer Tätigkeit, oder einer Lebensform“ (PU 23). In diesem Sinne kann Wittgenstein sagen: „Und eine Sprache vorstellen heißt, sich eine Lebensform vorstellen“ (PU 19).

## Einer Regel folgen
Die Regeln des Gebrauchs eines Wortes lassen sich nach Wittgenstein durch Vor- und Nachmachen vermitteln: „Ich mach's ihm vor, er macht's mir nach; und ich beeinflusse ihn durch Äußerungen der Zustimmung, der Ablehnung […] usw. Denke, du wärst Zeuge eines solchen Unterrichts. Es würde darin kein Wort durch sich selbst erklärt, kein logischer Zirkel gemacht.“ (PU 208). Wittgenstein stößt jedoch auf die folgende Schwierigkeit: Eine Regel wird immer nur an endlich vielen Beispielen gelernt, soll aber letztlich auf unendlich viele Fälle anwendbar sein. Daraus ergibt sich, dass die Regel das zu lernende Handlungsmuster nicht festlegt, es gibt immer eine Vielzahl von Mustern, die mit ihr kompatibel sind: „Unser Paradox war dies: eine Regel könnte keine Handlungsweise bestimmen, da jede Handlungsweise mit der Regel in Übereinstimmung zu bringen sei“ (PU 201).
Wittgensteins Lösung für dieses Problem ist folgende: Die Tatsache, dass es eine Menge von Möglichkeiten gibt, die Regel fortzusetzen, heißt nicht, dass wir uns bewusst für eine dieser Möglichkeiten entscheiden. Sie drängt sich uns vielmehr unmittelbar auf: „Wenn ich der Regel folge, wähle ich nicht. Ich folge der Regel blind.“ (PU 219). Ein theoretisch möglicher Zweifel hat praktisch in dieser Situation keinen Platz. „Es war, unter Umständen, ein Zweifel möglich. Aber das sagt nicht, dass ich gezweifelt habe oder auch nur zweifeln konnte“ (PU 213).

## Die therapeutische Funktion der Philosophie
Diese Stelle exemplifiziert eine Argumentationsfigur, die typisch für die Philosophischen Untersuchungen ist: Nach Wittgenstein ergeben sich viele philosophische Probleme dadurch, dass Begriffe ihrem angestammten Kontext, ihrem Sprachspiel, entfremdet werden und ungerechtfertigt auf einen anderen Zusammenhang angewendet werden. Die Lösung eines philosophischen Problems besteht oft darin, eine solche ungerechtfertigte Übertragung aufzudecken: „Wir führen die Wörter von ihrer metaphysischen auf ihre alltägliche Verwendung zurück“ (PU 116).
Beispielsweise ist der Zweifel ein Sprachspiel, das seinen eigenen Bedingungen und Regeln folgt und nicht in jeder Situation Platz hat. Durch diese Überlegung wird philosophischer Zweifel, der an allem zweifelt, als unsinnig entlarvt. „Aber das sagt nicht, dass wir zweifeln, weil wir uns einen Zweifel denken können“ (PU 84).
Mit einem vergleichbaren Argument kritisiert Wittgenstein die Grundfrage des logischen Atomismus nach den Grundbestandteilen der Welt: „Auf die philosophische Frage: ‚Ist das Gesichtsbild dieses Baumes zusammengesetzt und welches sind seine Bestandteile‘ ist die richtige Antwort ‚Das kommt drauf an, was Du unter ‚zusammengesetzt‘ verstehst‘ (Und das ist natürlich keine Beantwortung, sondern eine Zurückweisung der Frage.)“ (PU 47). Die Frage nach einer Zusammensetzung ist ein Sprachspiel, das sich nicht auf einen derart abstrakten Kontext übertragen lässt.
In ähnlicher Weise löst Wittgenstein das Induktionsproblem auf, bei dem die Praxis des Lernens aus Erfahrung in Frage gestellt wird: „Die Gewissheit, dass Feuer mich brennen wird, gründet sich auf Induktion. […] Ist die Zuversicht gerechtfertigt? Was die Menschen als Rechtfertigung gelten lassen, zeigt, wie sie denken und leben“ (PU 325). Letztlich gründet die Überzeugung, dass wir aus Erfahrung lernen können, in unserer Lebenswelt. Eine stärkere Rechtfertigung kann die Philosophie nicht liefern und auch nicht verlangen. In diesem Sinne sagt Wittgenstein: „Unser Fehler ist dort nach einer Erklärung zu suchen, wo wir die Tatsachen als ‚Urphänomene‘ sehen sollten. D.h. wo wir sagen sollten: dieses Sprachspiel wird gespielt“ (PU 654).

## Privatsprache
Eine Privatsprache ist nach Wittgenstein eine Sprache oder Sprachspiel, bei welcher/welchem prinzipiell nur der Sprecher selbst um die Bedeutung der Worte dieser Sprache wissen kann. Der Fall eines Robinson Crusoe zählt nicht als Privatsprache, weil dieser prinzipiell in der Lage ist, die Bedeutung seiner Sprachelemente anderen mitzuteilen. Wittgensteins Beispiel ist eine Empfindungssprache: „Die Wörter dieser Sprache sollen sich auf das beziehen, wovon nur der Sprechende wissen kann; auf seine unmittelbaren, privaten Empfindungen.“ (PU 243) Im Privatsprachenargument zeigt er, dass die Verwendung von Wörtern einer Privatsprache sinnlos ist. Indem Wittgenstein sich gegen die Möglichkeit einer solchen Sprache wendet (PU 258), wendet er sich gleichzeitig gegen die These, dass in unserer eigenen Sprache Begriffe für Psychisches, wie z. B. das Wort „Schmerz“, auf solche privaten Episoden Bezug nehmen. Nach Wittgensteins Bedeutungstheorie lernen wir solche Wörter in intersubjektiven Sprachspielen. Ein rein privates Erlebnis lässt sich aber nicht intersubjektiv vermitteln, wohl aber der Umgang mit ihm. Diese These kommt in dem berühmten Käfer-Gleichnis zum Ausdruck: „Angenommen, es hätte jeder eine Schachtel, darin wäre etwas, was wir ‚Käfer‘ nennen. Niemand kann je in die Schachtel des Anderen schauen, und jeder sagt, er wisse nur vom Anblick seines Käfers, was ein Käfer ist. […] Das Ding in der Schachtel gehört überhaupt nicht zum Sprachspiel, auch nicht einmal als ein Etwas, denn die Schachtel könnte auch leer sein“ (PU 293).
Sprechen über psychische Vorgänge ist als Sprechen über äußeres Verhalten zu analysieren: „Ein ›innerer Vorgang‹ bedarf äußerer Kriterien“ (PU 580).

## Familienähnlichkeit
Kernpunkt von Wittgensteins Kritik an der Philosophie der idealen Sprache ist, dass sie mit ihrer Forderung nach Exaktheit die Unschärfe natürlichsprachiger Begriffe als ein Manko darstellt. Für diese Unschärfe prägt Wittgenstein den Begriff „Familienähnlichkeiten“. Er erläutert sie in PU 66 am Beispiel des Wortes „Spiel“. Es gibt nach Wittgenstein keinen gemeinsamen Zug, der allen Spielen gemeinsam wäre, sondern eine Familienähnlichkeit. Ein anderes Moment der Unschärfe (Sprache) liegt darin, dass unsere Begriffe nicht in jeder, sondern nur in gewöhnlichen Situationen verlässlich funktionieren: „Nur in normalen Fällen ist der Gebrauch der Worte uns klar vorgezeichnet; wir wissen, haben keinen Zweifel, was wir in diesem oder jenem Fall zu sagen haben“ (PU 142, siehe auch PU 80).
Diese Ungenauigkeit macht aber unsere Begriffe keineswegs unbrauchbar „Aber ist es überflüssig zu sagen: ‚Halte Dich ungefähr hier auf‘“ (PU 71). Im Gegenteil wäre gerade eine übertriebene Präzision unzweckmäßig: „Wenn ich nun jemandem sage: ‚Du solltest pünktlicher zum Essen kommen […]‘ ist hier von Genauigkeit eigentlich nicht die Rede, weil man sagen kann ‚Denk an die Zeitbestimmung im Laboratorium […], da siehst Du, was ‚Genauigkeit‘ bedeutet‘“ (PU 88). Genau dies verkennt jedoch die Philosophie der idealen Sprache: „Je genauer wir die tatsächliche Sprache betrachten, desto stärker wird der Widerstreit zwischen ihr und unserer Forderung“ (PU 107). Aus diesen Beobachtungen zieht Wittgenstein das Fazit: „Die Philosophie darf den tatsächlichen Gebrauch der Sprache in keiner Weise antasten, sie kann ihn am Ende also nur beschreiben“ (PU 124).

## Zitate
- „Unsere Sprache kann man ansehen als eine alte Stadt: Ein Gewinkel von Gässchen und Plätzen, alten und neuen Häusern, und Häusern mit Zubauten aus verschiedenen Zeiten; und dies umgeben von einer Menge neuer Vororte mit geraden und regelmäßigen Straßen und mit einförmigen Häusern.“ (PU 18)
- „Und in dieser Lage befindet sich z. B. der, der in der Ästhetik oder Ethik nach Definitionen sucht, die unseren Begriffen entsprechen. Frage dich in dieser Schwierigkeit immer: Wie haben wir denn die Bedeutung dieses Wortes (‚gut‘ z.B.) gelernt?“ (PU 77)
- „Die Philosophie ist ein Kampf gegen die Verhexung unseres Verstandes durch die Mittel unserer Sprache.“ (PU 109)
- „Es ist eine Hauptquelle unseres Unverständnisses, daß wir den Gebrauch unserer Wörter nicht übersehen“ (PU 122)
- „Die für uns wichtigsten Aspekte der Dinge sind durch ihre Einfachheit und Alltäglichkeit verborgen“ (PU 129)

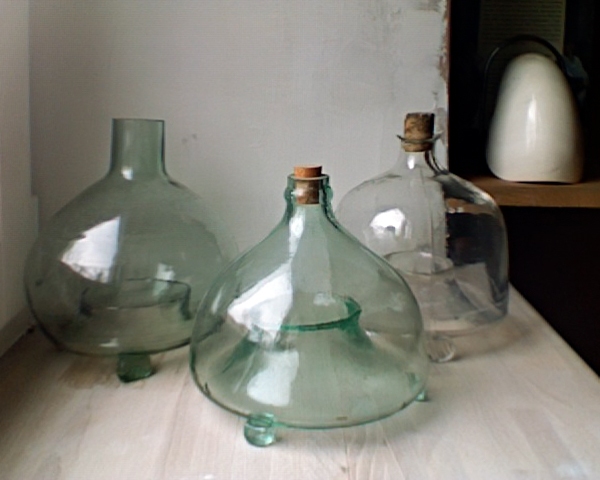
Fliegenglas

- „Einer Regel folgen, eine Mitteilung machen, einen Befehl geben, eine Schachpartie spielen sind Gepflogenheiten (Gebräuche, Institutionen). Einen Satz verstehen, heißt eine Sprache verstehen. Eine Sprache verstehen, heißt eine Technik beherrschen.“ (PU 199)
- „Der Philosoph behandelt eine Frage; wie eine Krankheit.“ (PU 255)
- „Was ist dein Ziel in der Philosophie? Der Fliege den Ausweg aus dem Fliegenglas zeigen.“ (PU 309)

### Ausgaben der PU
- Ludwig Wittgenstein: Philosophical investigations. Hrsg.: G. E. M. Anscombe. Blackwell, Oxford 1953, DNB 576937029 (deutsch: Philosophische Untersuchungen. Übersetzt von G. E. M. Anscombe).
- Ludwig Wittgenstein: Philosophische Untersuchungen. Kritisch-genetische Edition. Herausgegeben von Joachim Schulte. Wissenschaftliche Buchgesellschaft. Frankfurt 2001, ISBN 3-518-58312-3.
  - Ludwig Wittgenstein: Philosophische Untersuchungen, Suhrkamp Verlag, 9. Auflage 2003, ISBN 978-3518223727 – Leseausgabe auf der Grundlage der kritisch-genetischen Edition von Joachim Schulte.

### Sekundärliteratur

#### Allgemein
- Gordon P. Baker, Peter M. Hacker: Analytical Commentary on the „Philosophical Investigations“. Blackwell, Oxford 1985. (Mehrere Bände, der wohl gründlichste und umfassendste Kommentar zu den Philosophischen Untersuchungen, allerdings ohne die Behandlung von Teil II. Die Autoren sind die Wittgenstein-„Päpste“ und zerfielen über ihrem Hauptwerk in die weiter oben „therapeutisch“/„metaphysisch“ gekennzeichneten Lager.)
- Wolfgang Kienzler: Ludwig Wittgensteins „Philosophische Untersuchungen“. Wissenschaftliche Buchgesellschaft, Darmstadt 2007, ISBN 978-3-534-19823-8.
- Ernst Michael Lange: Ludwig Wittgenstein. Philosophische Untersuchungen, eine kommentierte Einführung. Schöningh, Paderborn 1998, ISBN 3-8252-2055-9 (behandelt auch Teil II).
- Eike von Savigny: Wittgensteins „Philosophische Untersuchungen“. Ein Kommentar für Leser. Klostermann, Frankfurt am Main 1988 f., ISBN 978-3-465-03547-3.
- Severin Schroeder: Wittgenstein lesen. Ein Kommentar zu ausgewählten Passagen der „Philosophischen Untersuchungen“. Frommann-Holzboog, Stuttgart-Bad Cannstatt 2009 (legenda 5), ISBN 978-3-7728-2242-1.
- Meredith Williams (Hrsg.): Wittgenstein's Philosophical Investigations. Critical Essays. Lanham 2007, ISBN 978-0-7425-4191-7.

#### Sprache/Bedeutung
- Wulf Kellerwessel: Wittgensteins Sprachphilosophie in den „Philosophischen Untersuchungen“: eine kommentierende Ersteinführung. Frankfurt 2009, ISBN 978-3-11-032850-9.

#### Regeln und Regelbefolgung
- Edward H. Minar: Philosophical Investigations §§185–202. Wittgenstein's Treatment of Following a Rule. New York / London 1990, ISBN 0-8240-5090-8.
- Saul A. Kripke: Wittgenstein über Regeln und Privatsprache. Eine elementare Darstellung. Frankfurt/Main 1987, ISBN 3-518-57832-4.